# آزاد بزی یا بمیر

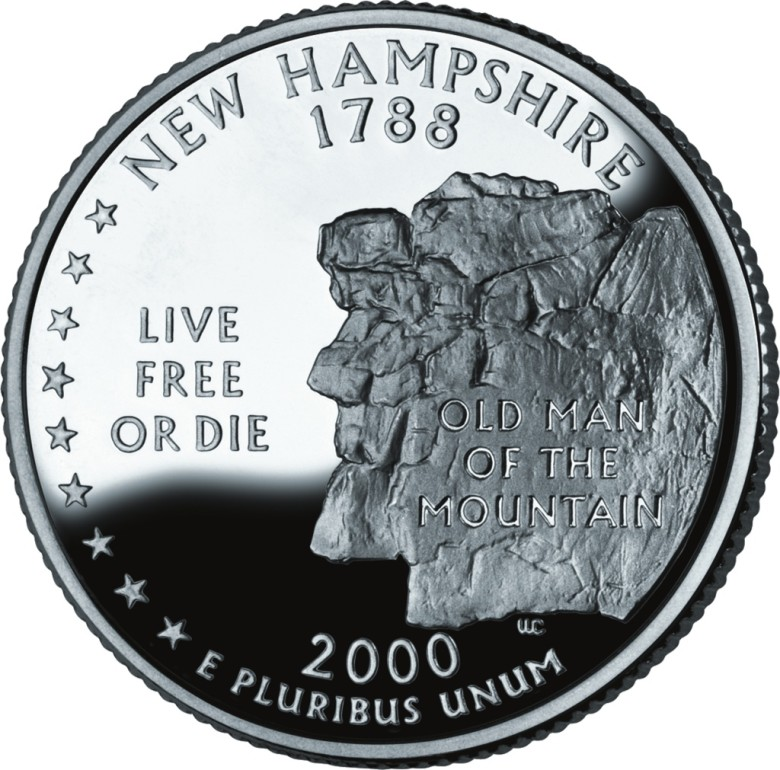
بمیر یا بزی که محله نیوهمپشایر را در سال ۱۷۸۸ نشان می‌دهد.

زندگی کن یا بمیر (به انگلیسی: Live Free or Die) شعار رسمی ایالت نیوهمپشر در ایالات متحده آمریکا است که در سال ۱۹۴۵ برگزید شده است.
هم‌چنین آزاد بزی یا بمیر (به فرانسوی: Vivre Libre ou Mourir) یکی از شعارهای معروف انقلاب فرانسه بود.